# François-Marie Trégaro
Pour les articles homonymes, voir Trégaro.
François-Marie Trégaro, né le 17 juin 1824 à Peillac et mort le 6 janvier 1897 à Sées, est un ecclésiastique catholique français, évêque de Sées de 1881 à 1897.

## Biographie

### Formation
Né le 17 juin 1824 à Peillac (Morbihan), François-Marie Trégaro est le fils d'un ouvrier meunier habitant au moulin de Guéveneux, en bordure de la commune, sur la rive de l'Arz. Remarqué pour sa piété et ses dons pour l'étude, il est envoyé dès l'âge de 14 ans au petit séminaire de Sainte-Anne-d'Auray, où il étudie de 1838 à 1844, puis au grand séminaire de Vannes.
Il reçoit l'ordination le 23 septembre 1848 et est peu après affecté comme vicaire à l'importante paroisse de Guer, dont le curé est l'abbé Julien Daniélo, prêtre érudit et politicien qui a été professeur de mathématiques au petit séminaire, est auteur de livres d'histoire, et siège comme député du Morbihan à l'Assemblée nationale constituante élue le 23 avril 1848 pour donner des institutions à la Deuxième République.

### Aumônier dans la Marine
Début 1852, à la demande de l'abbé Félix Coquereau, aumônier en chef de la Marine nationale, l'évêque de Vannes lui fait savoir qu'il est pressenti pour servir comme aumônier à bord d'un navire de guerre. François-Marie Trégaro accepte, au grand déplaisir dit-on de l'abbé Daniélo, qui aurait préférer conserver à ses côtés un vicaire de grande valeur.
Il embarque le 22 mars 1852 pour une longue croisière vers l'Extrême-Orient. Il est affecté à bord de la Jeanne d'Arc, frégate à voile commandée par le capitaine de vaisseau Charles Jaurès, chef de l'état-major du contre-amiral Adolphe Laguerre commandant la division navale de l'Indochine. C'est un monde neuf qui s'ouvre pour le jeune aumônier d'extraction villageoise, avec la découverte de la mer et la fréquentation d'officiers de haut rang.
Lorsque la Jeanne d'Arc arrive devant Shanghai, la Chine se trouve plongée dans une guerre civile d'une sanglante confusion, avec la révolte des Taiping. Ces derniers tiennent la vieille ville de Shanghai mais sont assiégés par les loyalistes de l'armée impériale. Prenant prétexte de ce que le consulat de France est menacé, la Jeanne d'Arc et le croiseur à vapeur Colbert débarquent le 6 janvier 1855 des troupes qui partent à l'assaut des Taiping, qui seront délogés de Shanghai le 18 février 1855. Durant les combats, François-Marie Trégaro se distingue en allant assister les blessés sous le feu ennemi. Le capitaine Jaurès l'avait de façon réitérée proposé pour la Légion d'honneur, bientôt soutenu en cela par l'amiral Laguerre. Finalement, le 9 mai 1855, un décret signé de Napoléon III fait le jeune aumônier chevalier de la Légion d'honneur.
Il retrouve le sol français le 13 novembre 1855. Entre-temps a éclaté la guerre de Crimée, qui touche déjà à sa fin. Elle ne concernera le jeune aumônier que dans la mesure où il est amené à servir à bord du navire à vapeur Prince Jérôme, qui rapatrie les nombreux blessés et surtout les très nombreux malades. Durant la Campagne d'Italie de 1859, François-Marie Trégaro est embarqué sur l'escadre française qui doit aller à l'assaut de Venise, alors port autrichien. Mais l'armistice de Villafranca, qui met fin au conflit, est signé alors que cette flotte arrivait en vue de son objectif.
Il retourne en Chine lorsque la France rejoint début 1860 la Grande-Bretagne dans sa « Seconde guerre de l'opium » (1856-1860). François-Marie Trégaro est nommé aumônier supérieur du corps expéditionnaire français, commandé par le général Cousin-Montauban et transporté sur une flotte sous les ordres de l'amiral Charner. En août 1860, lors de la prise des forts du Peï-Ho, il est remarqué pour avoir ramené au feu un bataillon qui faiblissait. Le 13 octobre, les troupes franco-britanniques prennent Pékin. L'aumônier y célèbre une messe solennelle à la mémoire des militaires tombés en opération. Peu après, le 7 novembre 1860, il est promu officier de la Légion d'honneur.
À son retour en France, il est nommé chanoine honoraire par l'évêque de Vannes Louis-Anne Dubreil. En 1862, après dix ans à naviguer, on lui confie l'aumônerie de l'hôpital maritime de Port-Louis, mais il reprend la mer fin 1863 comme aumônier de la nouvelle frégate cuirassée Solférino, de l'escadre de la Méditerranée, dont il devient aumônier supérieur en octobre 1864. Deux ans plus tard, le 22 décembre 1868, il devient aumônier en chef de la Marine impériale, succédant à Félix Coquereau, décédé.

### L'évêque de Séez

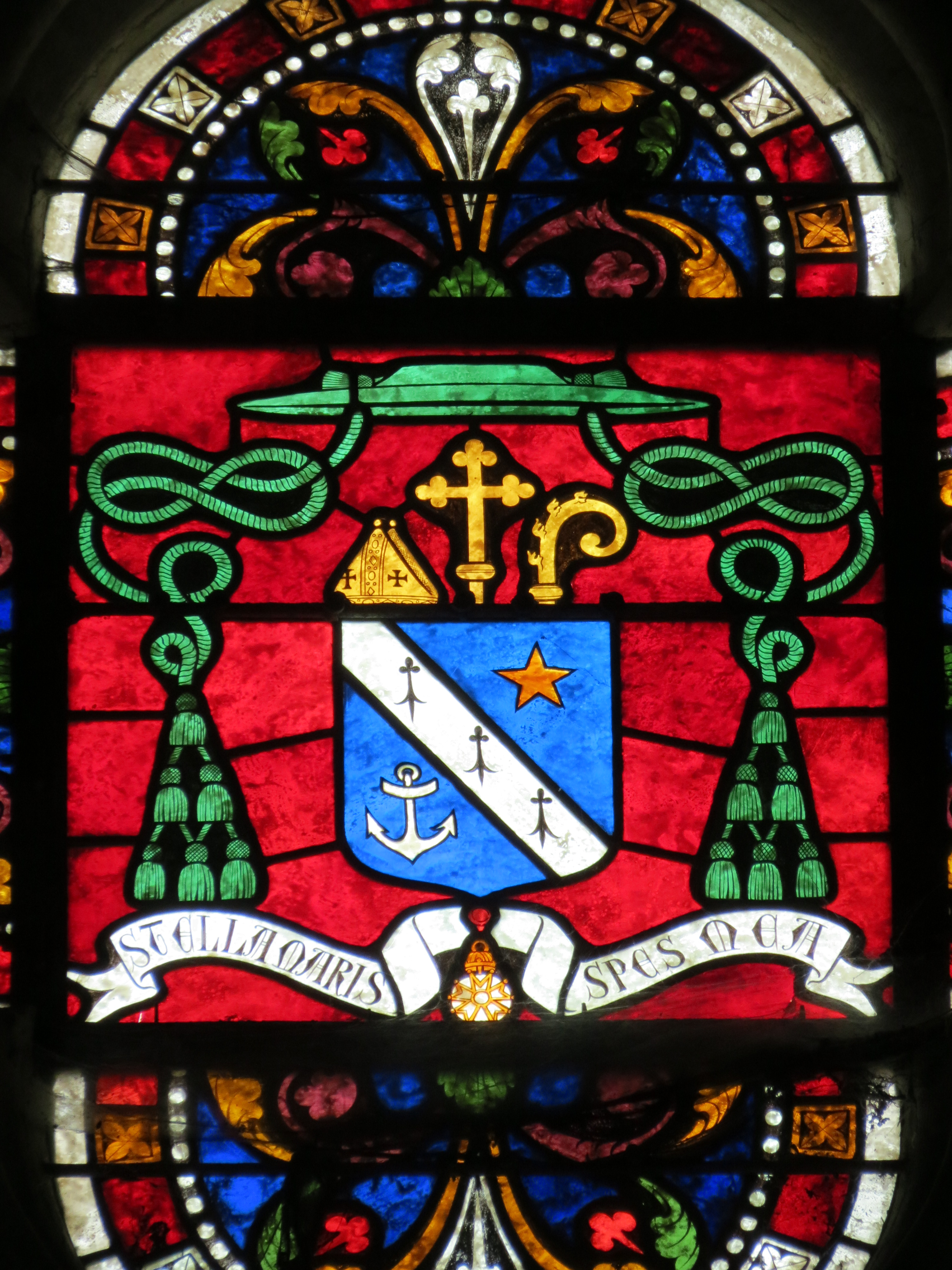
Verrière de la cathédrale de Sées reproduisant le blason de François-Marie Trégaro : on y reconnaît l'Étoile de la Mer, l'hermine bretonne, une ancre de marine, et sous la devise la croix de la Légion d'honneur.

François-Marie Trégaro est devenu une personnalité qui compte au sein de l'Église de France, mais à partir de 1871 il va être de plus en plus en conflit avec les autorités civiles du pays. L'avènement de la IIIe République voit venir au pouvoir des républicains aux tendances anticléricales croissantes, et qui veulent prendre leur revanche sur les hommes considérés comme s'étant compromis avec le Second Empire.
Le nouveau ministre des Cultes et des affaires ecclésiastiques Jules Simon cherche d'abord à éloigner Trégaro en lui proposant l'évêché de la Réunion. Il décline l'offre, préférant rester en France auprès des marins. En 1875 le gouvernement prend un décret supprimant la fonction d'aumônier en chef de la marine. En l'absence de loi autorisant pareille décision celle-ci doit être rapportée, mais sera finalement effective après un vote des deux chambres adoptant la loi requise en mars 1878. Trégaro se retire alors en Bretagne, où son ami Jean-Marie Bécel, évêque de Vannes, le prend comme vicaire général de son diocèse.
Trois ans plus tard, le 25 octobre 1881, il est choisi comme évêque coadjuteur de Séez, nomination confirmée le 18 novembre 1881, en même temps que le pape le nomme évêque titulaire in partibus de Doliché (de) (aujourd'hui Dülük, en Turquie). Il est entendu qu'il doit succéder sur le siège épiscopal de Sées à Charles-Frédéric Rousselet, ce qui survient plus tôt que prévu car ce dernier meurt quelques semaines plus tard, le 1er décembre 1881. Trégaro est consacré évêque le 25 janvier 1882 dans la basilique de Sainte-Anne d'Auray par Jean-Marie Bécel.
Il est installé à Sées le 31 janvier 1882, le jour même où Jules Ferry redevient ministre de l'Instruction, et s'apprête à lancer la loi sur la laïcité de l'enseignement qui sera votée le 28 mars 1882.
François-Marie Trégaro se déchaîne contre ce projet, qu'il dénonce comme « loi scélérate », ce qui va lui valoir une condamnation en Conseil d'État pour abus de fonction. Il dénonce violemment la franc-maçonnerie, se fait connaître dans son diocèse comme une forte tête et dans tout le pays comme un ultramontain obstiné, porte-parole de l'aile la plus intransigeante de l'Église, celle opposée à tout accommodement avec les partis républicains anticléricaux.
Tout en menant une guerre de procédure constante avec la préfecture de l'Orne, il mobilise ses ouailles pour mener à bien des projets qui sont la part la plus durable de son œuvre, en particulier pour développer l'enseignement catholique. Il joue un rôle essentiel dans la création de deux établissements toujours existants au XXIe siècle, l'un portant son nom, le collège Trégaro à Gacé, l'autre son prénom, l'école Saint-François-de-Sales à Alençon. Il a aussi réuni des souscriptions pour lancer la restauration de la cathédrale de Sées, qui était en piteux état depuis plus d'un siècle et dont le gouvernement refusait de subventionner les travaux. Il a aussi présidé à la refondation d'un Carmel à Alençon, qui n'y existait plus depuis 1792.
Le 4 octobre 1884, sollicité avec insistance par le curé de La Chapelle-Montligeon, l'abbé Paul Buguet, François-Marie Trégaro approuve les statuts de l'Œuvre expiatoire pour la délivrance des âmes du purgatoire, à l'origine du pèlerinage de La Chapelle-Montligeon, et qui sera appelée à un grand avenir et à un développement mondial.
François-Marie Trégaro est mort à Sées le 6 janvier 1897 et a été inhumé le 12 mars suivant dans le déambulatoire de la cathédrale de Sées. Un monument sculpté le représentant en orant a été érigé en 1899 dans le transept nord de la cathédrale de Sées.

Tombe et Orant de François-Marie Trégaro dans la Cathédrale de Sées.
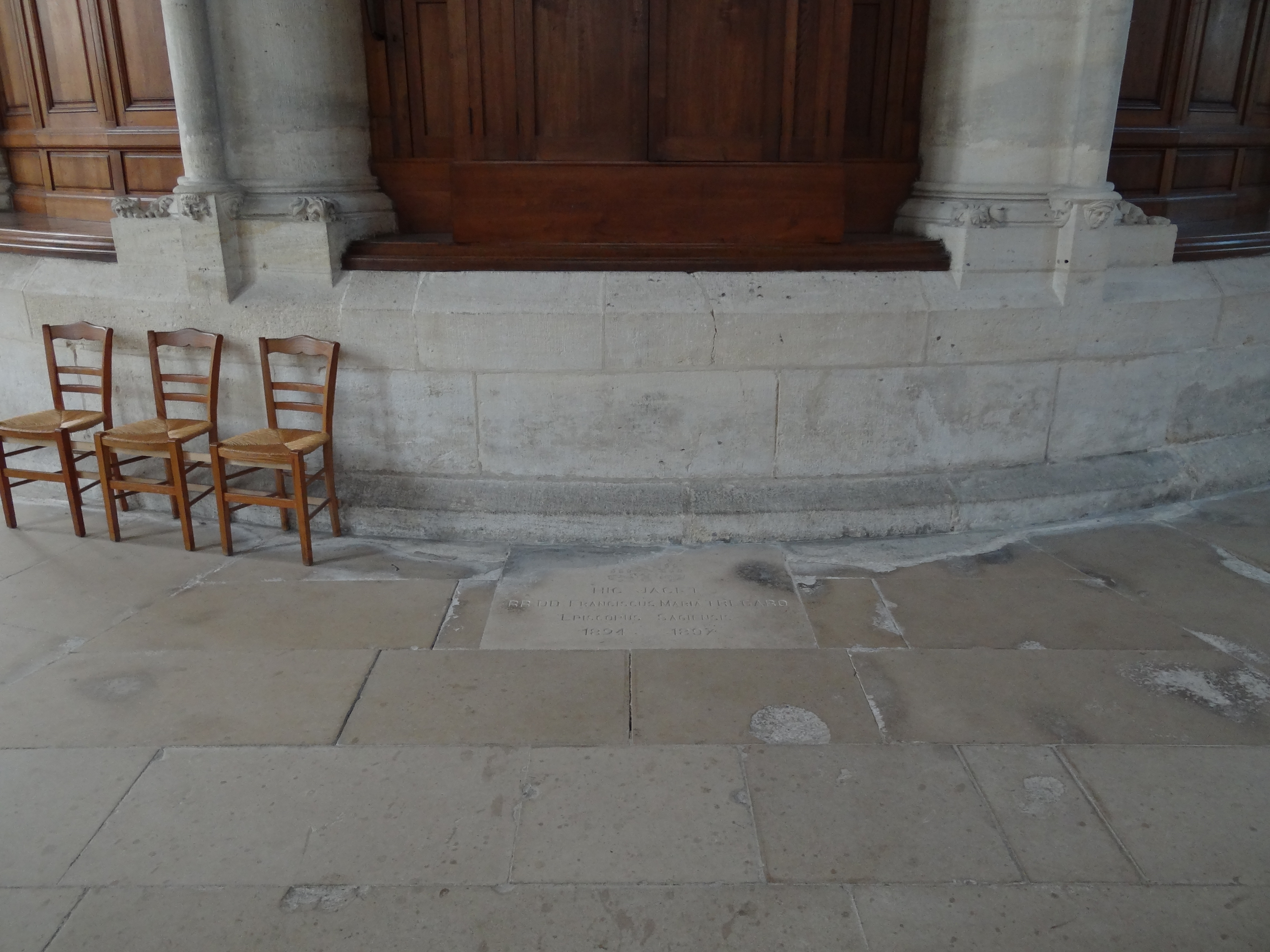
Tombe de François-Marie Trégaro.
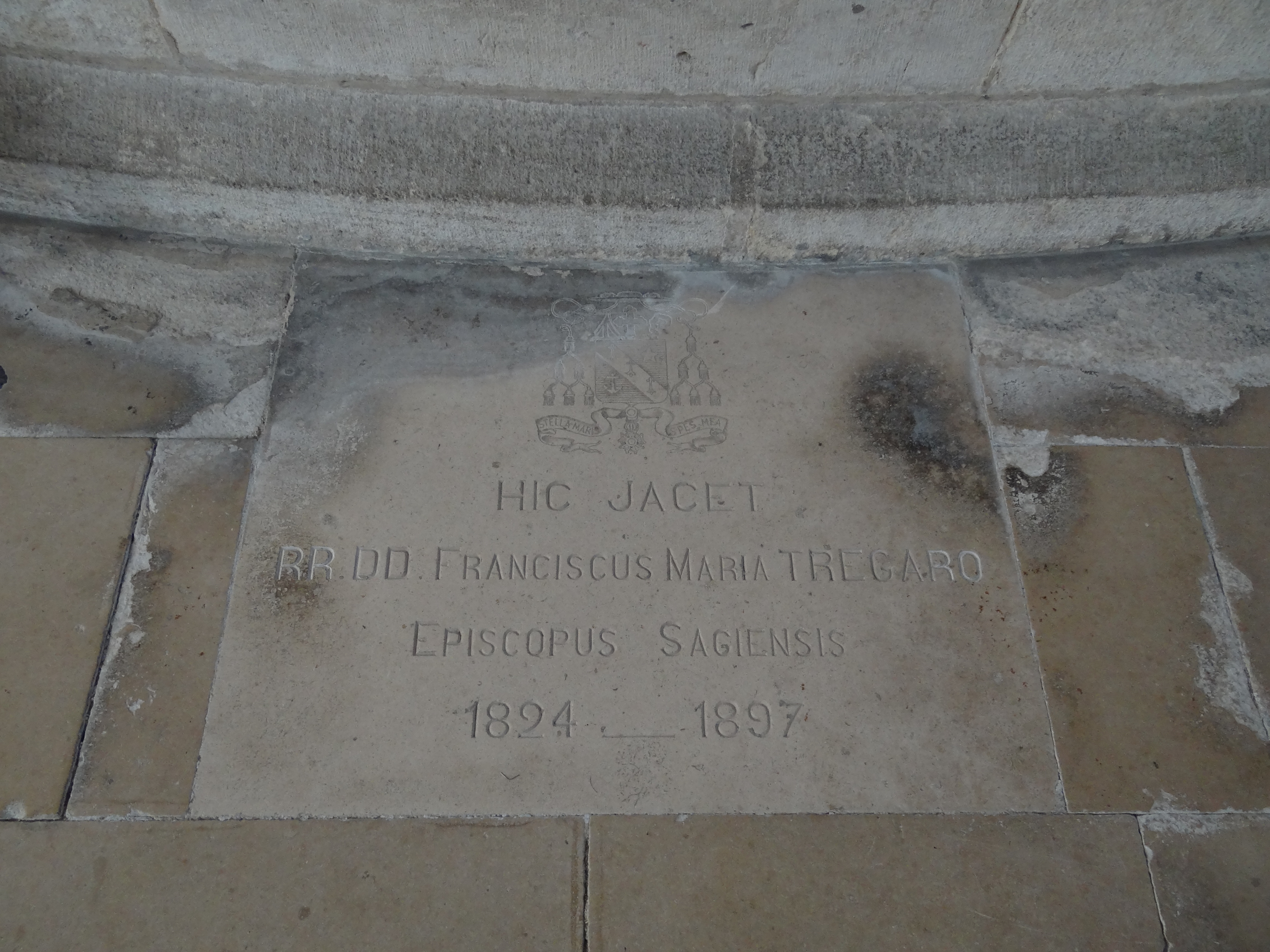
Tombe de François-Marie Trégaro.
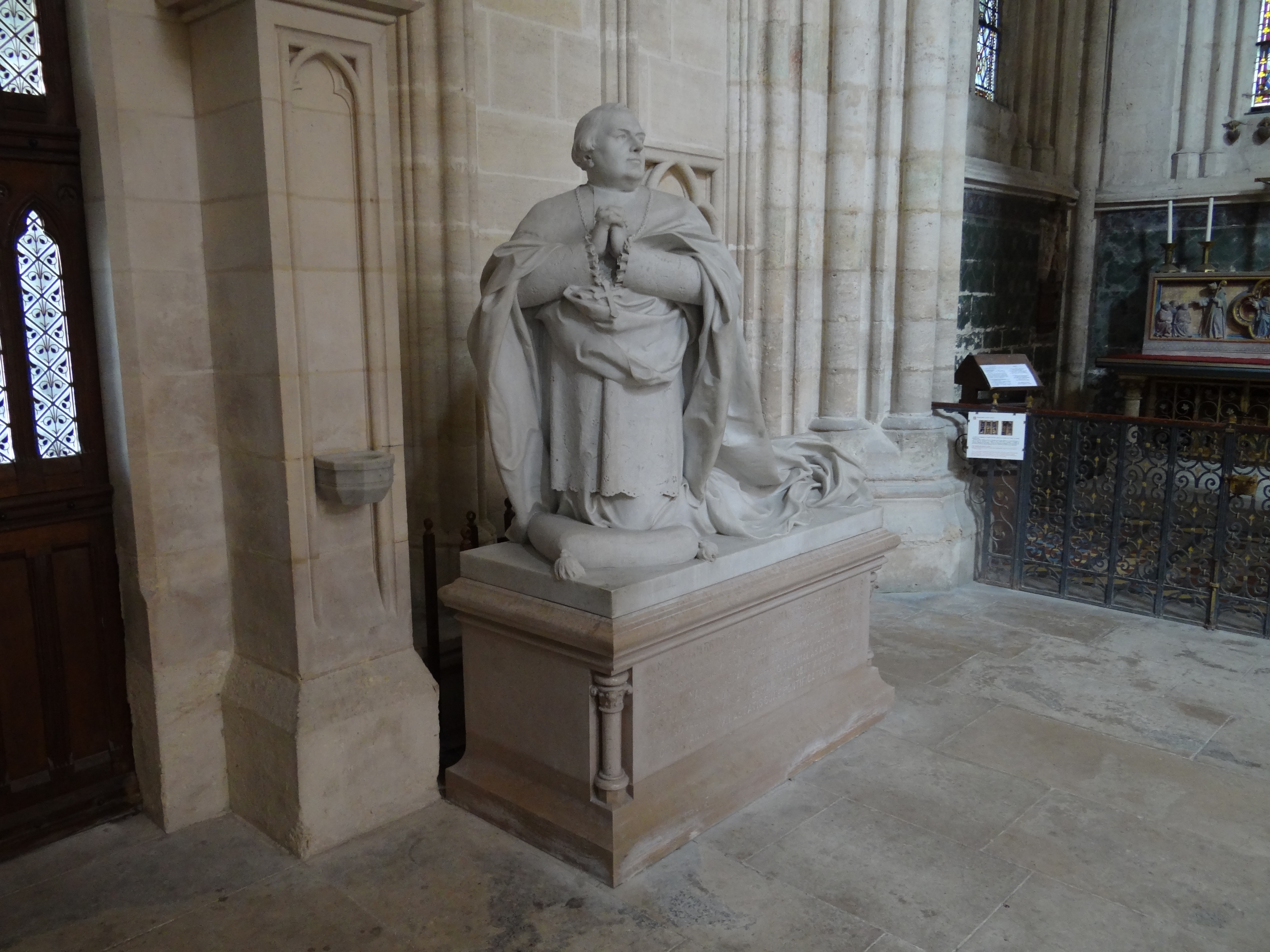
Orant de François-Marie Trégaro.
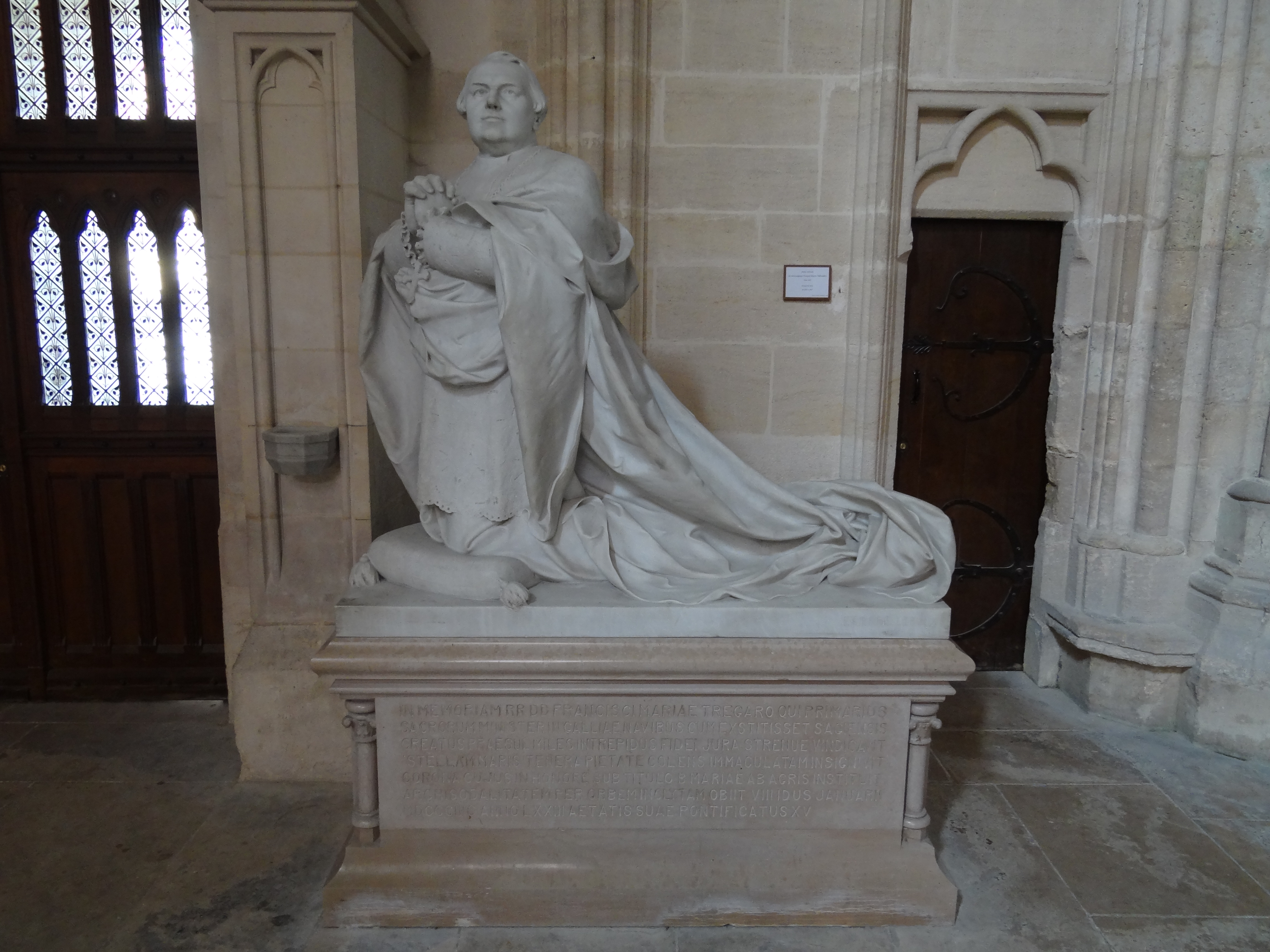
Orant de François-Marie Trégaro.
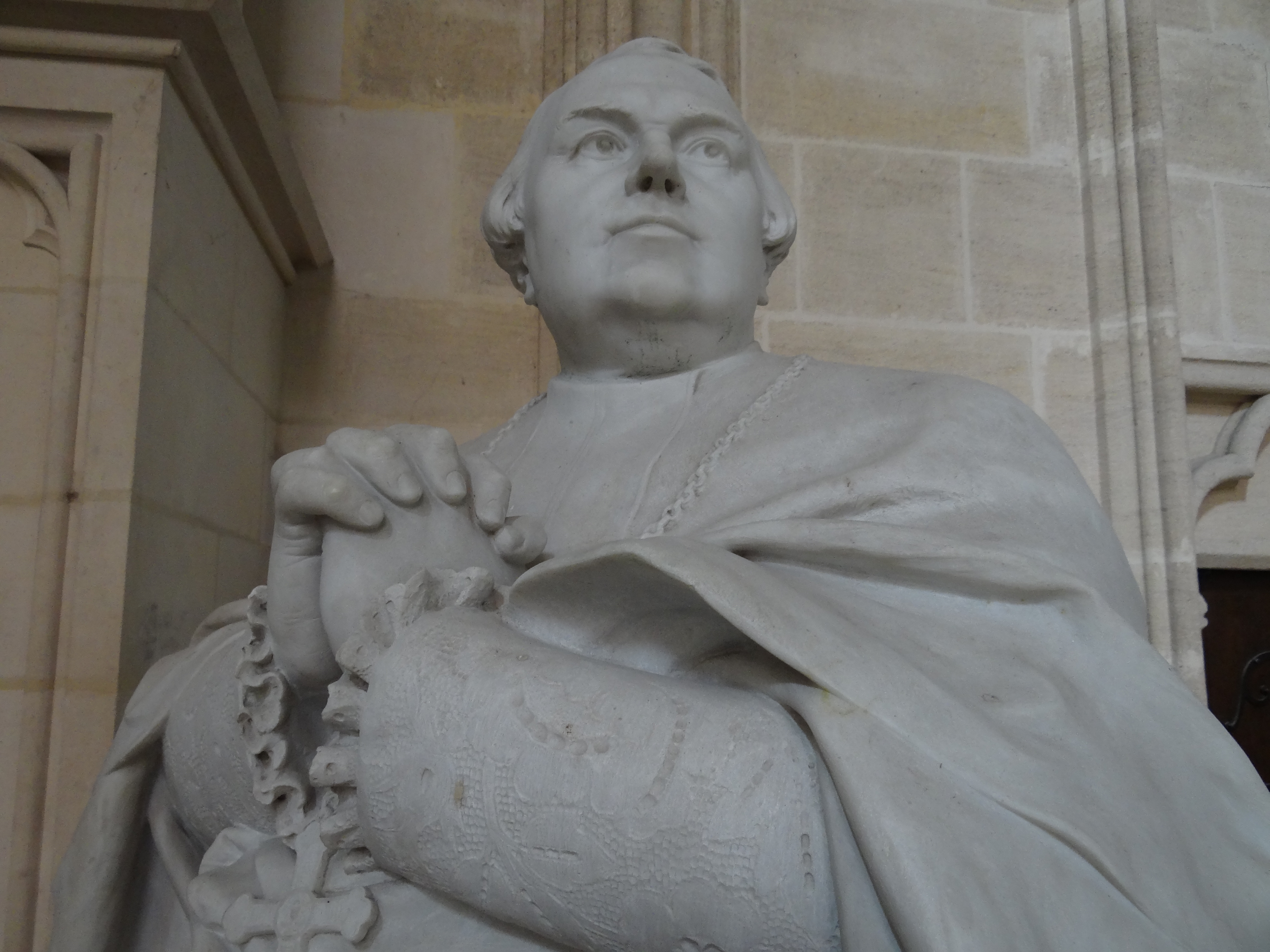
Orant de François-Marie Trégaro.

## Armes
D'azur, à une bande d'argent chargée de trois mouchetures d'hermines de sable, accompagnée en chef d'une étoile d'or et en pointe d'une ancre d'argent.

## Distinction
- Officier de la Légion d'honneur (7 novembre 1860)[3]